# Rullskinn
Rullskinn (Auriculariopsis albomellea) är en svampart som först beskrevs av Appollinaris Semenovich Bondartsev, och fick sitt nu gällande namn av František Kotlaba 1988. Rullskinn ingår i släktet Auriculariopsis och familjen oxtungsvampar.  Artens status i Sverige är: Nationellt utdöd. Inga underarter finns listade i Catalogue of Life.